# 格剌希亞拉波斯
格雷希亞拉波斯（英語：Glasyalabolas），所羅門七十二柱魔神神中排第25位的魔神，位階統領及伯爵，統帥36個軍團。被描繪成一隻擁有鷹翼的飛狼。別名「卡喀里諾拉斯」（Caacrinolas）、「卡厄喀里諾拉斯」（Caarucrinolass）、「卡西莫拉爾」（Cassimolar）、「古拉夏」（Glasha）、「古拉奇亞·拉波剌」（Gulakya labolas）、「格萊揚拉波爾」等。喜好血腥及殺戮，殺人就是他的工作。除了直接殺害對方這種工作之外，他也掌握了『過去』和『未來』的一切情報，熟悉數學、技術、科學的知識。尤其是科學方面擁有著豐富的知識，如果有這方面的需要便會授予術者廣範的學問。另外，有著能改對方的想法，讓人忽略召喚者的存在，相當於『隱身』的能力。